# Arnside
Arnside – wieś w Anglii, w Kumbrii, w dystrykcie (unitary authority) Westmorland and Furness. Leży 78 km na południe od miasta Carlisle i 350 km na północny zachód od Londynu. W 2001 miejscowość liczyła 2301 mieszkańców.